# 1891 en musique classique
| \| • Retour à la chronologie générale de la musique classique • \| |
| Grèce • Rome • Haut Moyen Âge • VIIIe siècle • IXe siècle • Xe siècle • XIe siècle XIIe siècle • XIIIe siècle • XIVe siècle • XVe siècle • XVIe siècle • XVIIe siècle XVIIIe siècle • XIXe siècle • XXe siècle • XXIe siècle |
| • Retour à la chronologie générale de la musique classique • |

| Années en musique classique : 1888 - 1889 - 1890 - 1891 - 1892 - 1893 - 1894    |
| Décennies en musique classique : 1860 - 1870 - 1880 - 1890 - 1900 - 1910 - 1920 |

## Événements

### Créations
- 24 février : le Quatuor à cordes no 1 en ré majeur de Vincent d'Indy, créé par le Quatuor Ysaÿe.
- 16 mars : Le Mage, opéra de Jules Massenet, créé à l'Opéra.
- 15 avril : Les Folies amoureuses, opéra-comique d'Émile Pessard, créé au théâtre de l'Opéra-Comique à Paris.
- 11 avril : le Trio pour piano et cordes no 4 « Dumky », d'Antonin Dvořák, créé à Prague.
- 18 avril : la Symphonie en si bémol, d'Ernest Chausson, créée à la salle Érard sous la direction du compositeur.
- 9 octobre : le Requiem d'Antonín Dvořák est créé au festival triennal de musique de Birmingham sous la direction du compositeur.
- 18 novembre : Le Voïévode, ballade symphonique de Tchaïkovski, créée à Saint-Pétersbourg.
- 12 décembre : le Quintette pour clarinette et cordes, op 115 de Brahms est créé à Berlin avec Richard Mühlfeld (clarinette), Joseph Joachim (violon).
- 20 décembre : la Symphonie no 3 en ré majeur d'Alexandre Glazounov, créée à Saint-Pétersbourg dirigée par Anatoli Liadov.

Date indéterminée
- Publication du 5e recueil des Pièces lyriques d'Edvard Grieg.
- El monaguillo, zarzuela de Pedro Marqués, créée à Madrid.

### Autres
- 5 mai : Inauguration à New York du Carnegie Hall avec un concert de Piotr Ilitch Tchaïkovski.
- 6 septembre : Fondation de l'Orféo Català par Lluís Millet i Pagès et Amadeu Vives.
- 16 octobre : concert inaugural de l'Orchestre symphonique de Chicago.
- Fondation du Scottish Orchestra.
- Fondation du Quatuor tchèque.

## Naissances

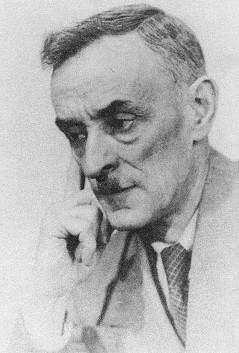
Omer Létourneau

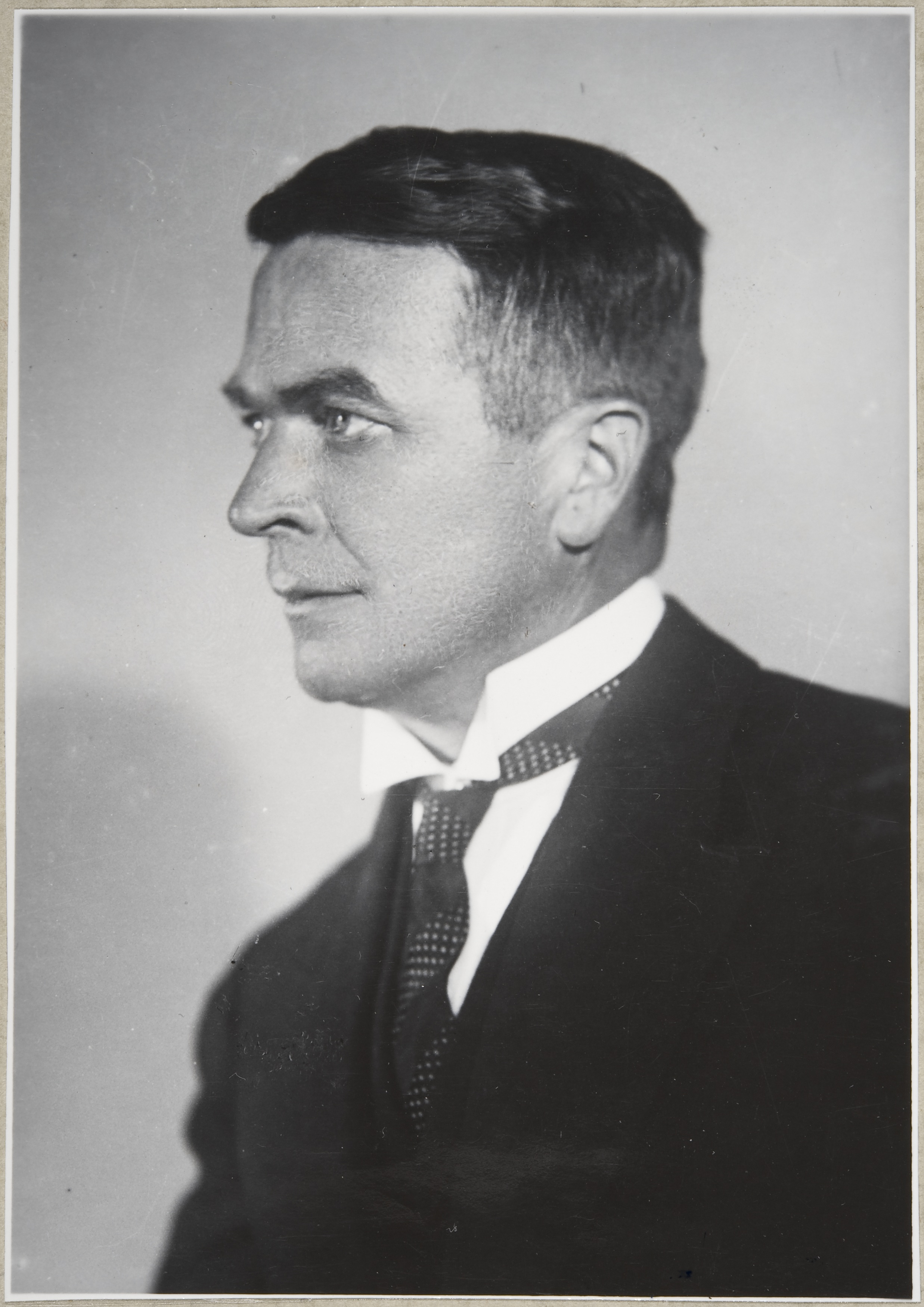
Väinö Raitio

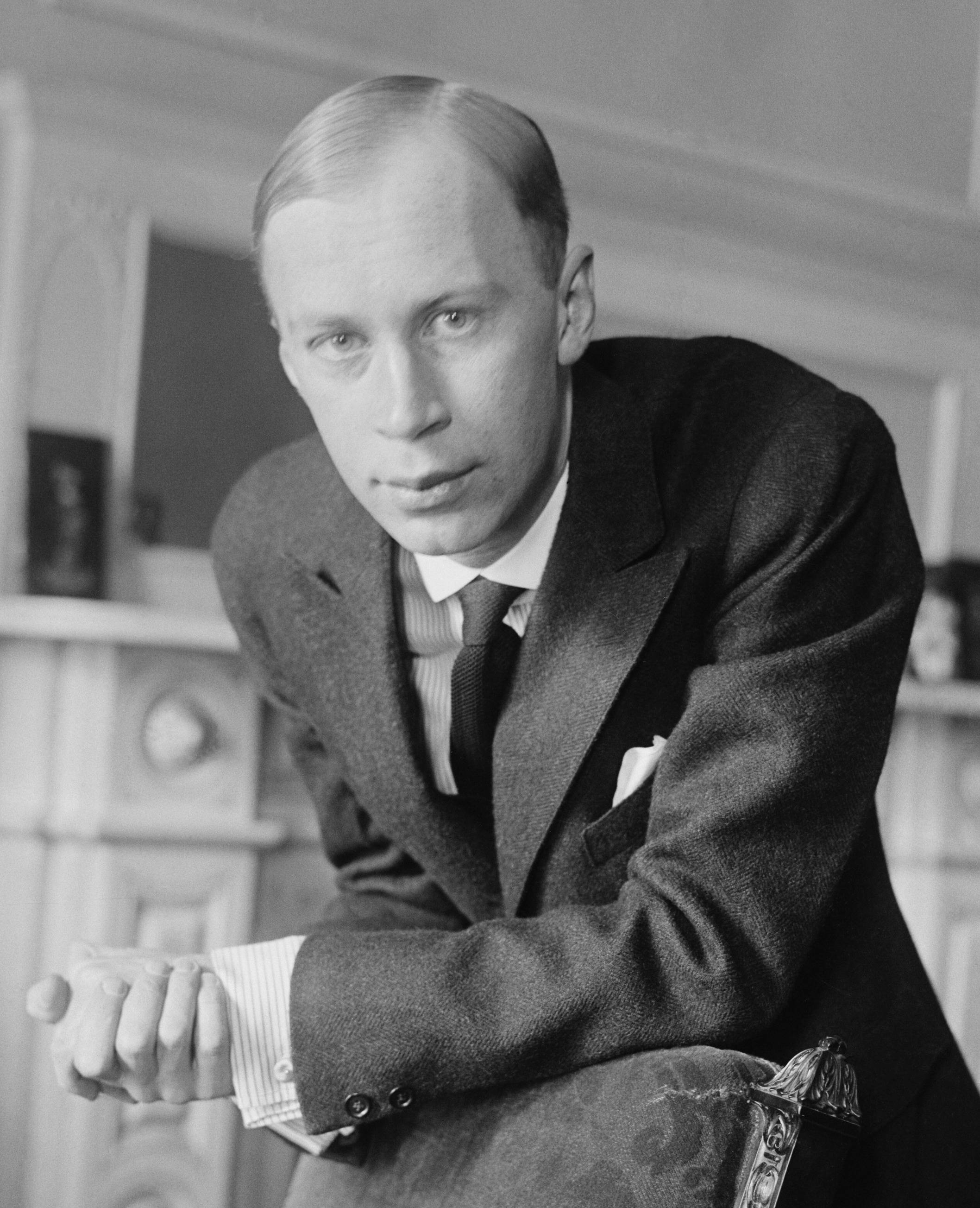
Sergueï Prokofiev

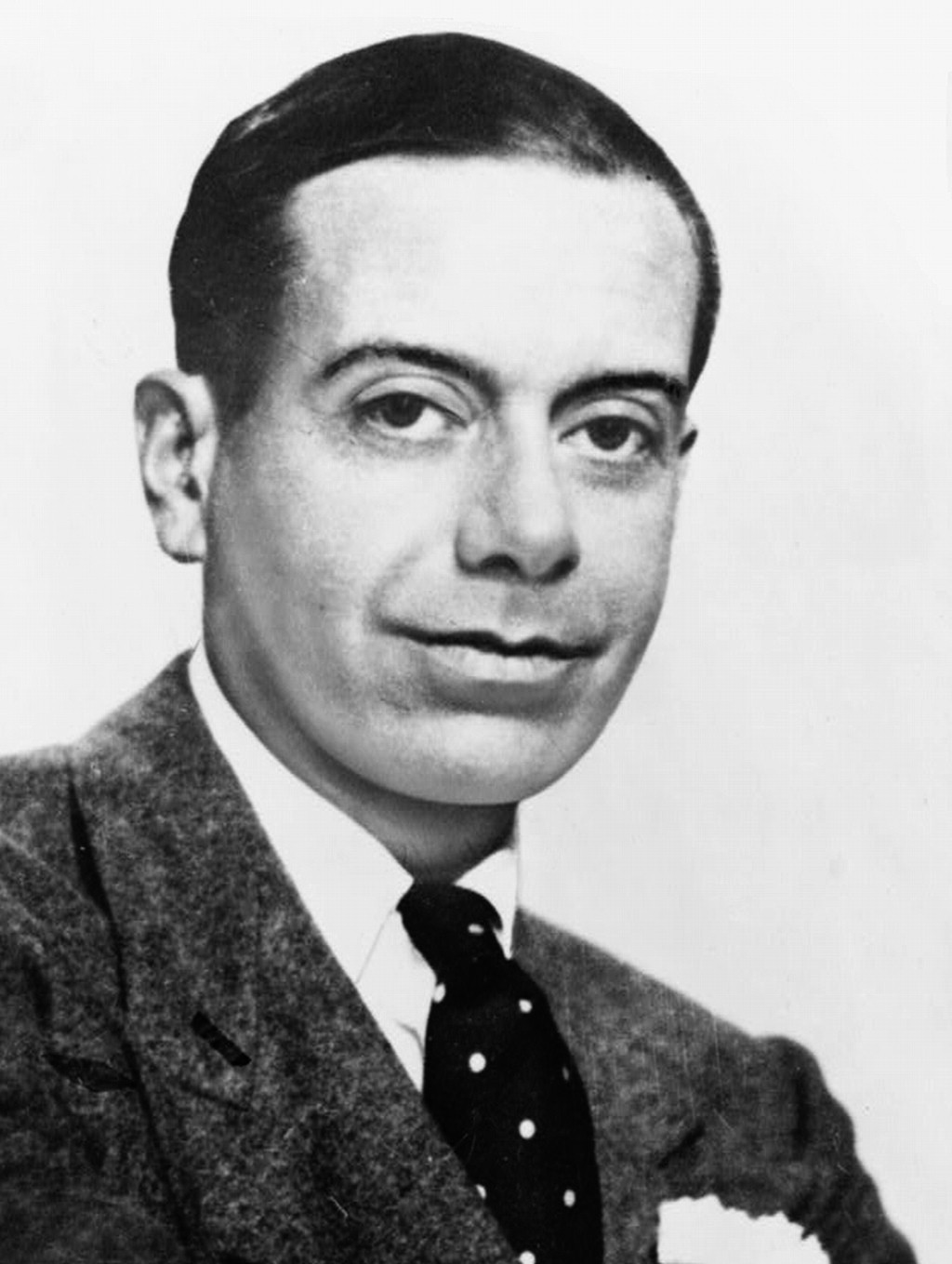
Cole Porter

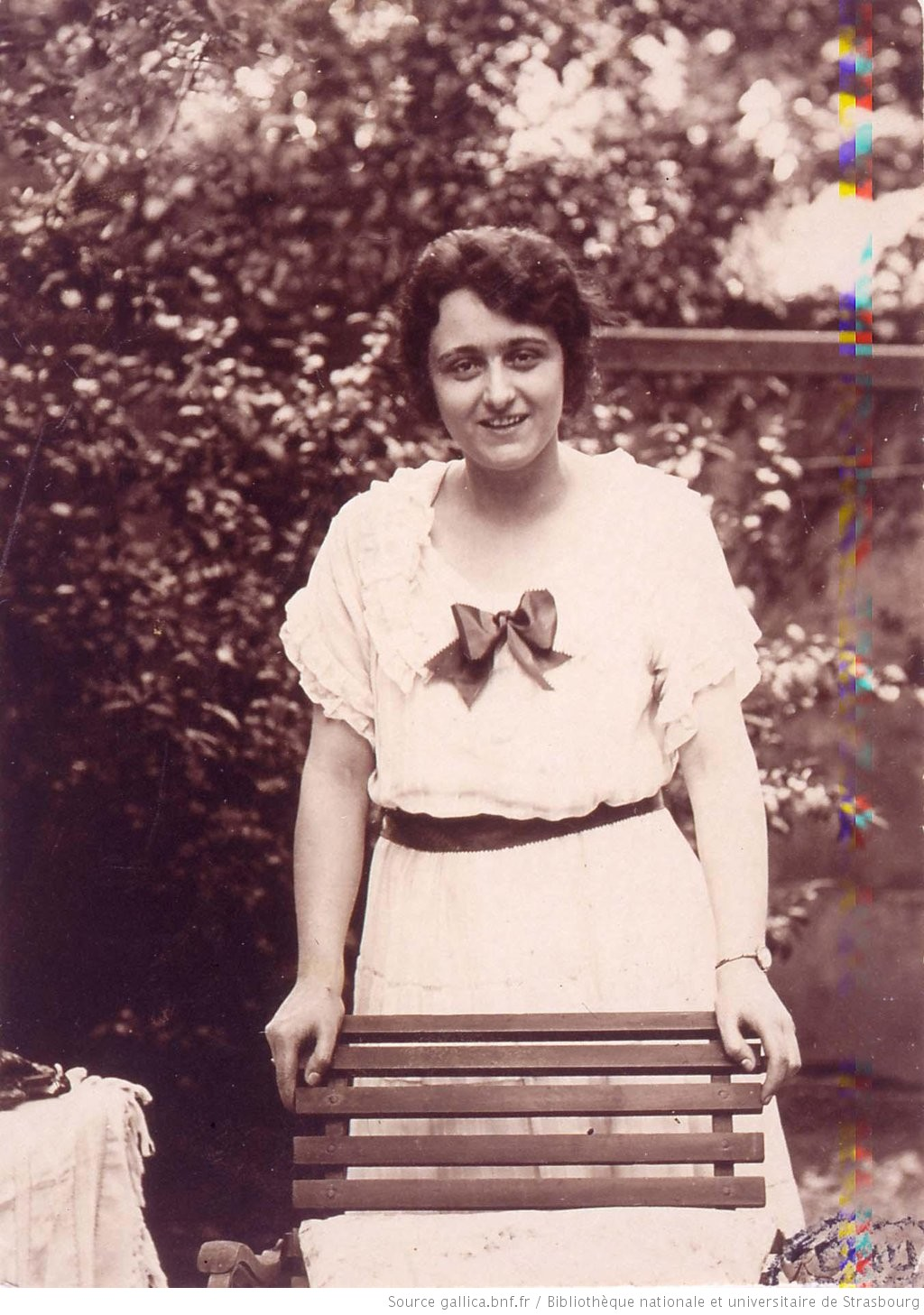
Marie-Louise Gigout-Boëllmann

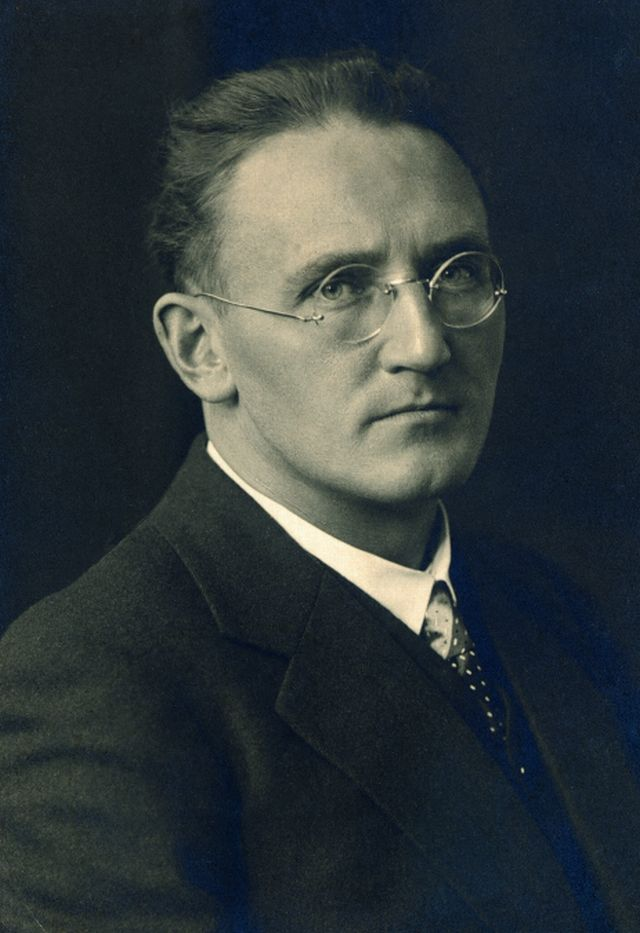
Hermann Scherchen

- 20 janvier : Mischa Elman, violoniste ukrainien († 5 avril 1967).
- 21 janvier : Nikolaï Golovanov, chef d'orchestre, pianiste et compositeur soviétique († 28 août 1953).
- 28 janvier : 
  - Philipp Dreisbach, clarinettiste classique allemand († 1980).
  - Karel Boleslav Jirák, compositeur et chef d'orchestre tchécoslovaque († 30 janvier 1972).
- 1er février : Alexander Kipnis, chanteur d'opéra russe († 14 mai 1978).
- 3 février : André Burdino, ténor français († 7 juillet 1987).
- 7 février : Joachim Stoutchevski, violoncelliste et compositeur, russe puis israélien († 4 novembre 1982)
- 8 février : Juan Altisent, compositeur espagnol († 25 juin 1971).
- 12 février : Maurice Yvain, compositeur français († 27 juillet 1965).
- 27 février : Georges Migot, compositeur français († 5 janvier 1976).
- 1er mars : Wilibald Gurlitt, musicologue allemand († 15 décembre 1963).
- 3 mars : Federico Moreno Torroba, compositeur espagnol († 12 septembre 1982).
- 9 mars : Frida Kern, compositrice autrichienne († 23 décembre 1988).
- 13 mars : Omer Létourneau, pianiste, organiste, compositeur et chef d'orchestre québécois († 14 août 1983).
- 22 mars : Roland-Manuel, compositeur et musicologue français († 1er novembre 1966).
- 29 mars : Rudolf Perak, compositeur autrichien († 3 décembre 1972).
- 3 avril : Felicie Hüni-Mihacsek, soprano hongroise († 20 mars 1976).
- 7 avril : Roger Jénoc, violoniste, compositeur et chef d'orchestre français († 1976).
- 15 avril : Väinö Raitio, compositeur finlandais († 10 septembre 1945).
- 23 avril : 
  - Sergueï Prokofiev, compositeur russe († 5 mars 1953).
  - Véronique Bloy-Tichý, compositrice française († 27 mars 1956).
- 14 mai : Egon Kornauth, chef d'orchestre et compositeur autrichien († 28 octobre 1959).
- 16 mai : Richard Tauber, ténor autrichien († 8 janvier 1948).
- 22 mai : Lucien Cailliet, compositeur, arrangeur, orchestrateur, chef d'orchestre, clarinettiste, saxophoniste et pédagogue américain († 3 mai 1985).
- 27 mai : Claude Champagne, compositeur canadien († 21 décembre 1965).
- 29 mai : Marcel Ciampi, pianiste français († 2 septembre 1980).
- 8 juin : Paul Collaer, professeur de chimie, musicologue, pianiste et chef d'orchestre belge († 10 décembre 1989).
- 9 juin : Cole Porter, compositeur et parolier américain († 15 octobre 1964).
- 18 juin : Marie-Louise Gigout-Boëllmann, organiste, professeur d'orgue et de piano française († 31 juillet 1977).).
- 20 juin : Giannina Arangi-Lombardi, soprano italienne († 9 juillet 1951).
- 21 juin : Hermann Scherchen, chef d'orchestre allemand († 12 juin 1966).
- 23 juin : Edvard Moritz, compositeur, professeur de musique, chef d'orchestre, violoniste et pianiste germano-américain († 30 septembre 1974).
- 14 juillet : Florentina Mallá, compositrice et pianiste tchèque († 7 juin 1973).
- 2 août : 
  - Arthur Bliss, compositeur britannique († 27 mars 1975).
  - Mihail Jora, compositeur, pianiste et chef d'orchestre roumain († 10 mai 1971).
- 3 août : Georges Arnoux, compositeur français († 11 novembre 1971).
- 6 août : Hans Mersmann, historien de la musique, musicologue et professeur de musique classique allemand († 24 juin 1971).
- 8 août : Adolf Busch, violoniste allemand († 9 juin 1952).
- 23 août : Roy Agnew, compositeur et pianiste australien († 12 novembre 1944).
- 25 août : Alberto Savinio, écrivain, peintre et compositeur italien († 5 mai 1952).
- 26 août : Louis Gava, musicien français († 24 juillet 1965).
- 31 août : Cesare Nordio, compositeur italien († 8 septembre 1977).
- 3 septembre : Marcel Grandjany, harpiste et compositeur français († 24 février 1975).
- 11 septembre : Noël Gallon, compositeur et pédagogue français († 1966).
- 14 septembre : Czesław Marek, pianiste et compositeur polonais († 17 juillet 1985).
- 22 septembre : Edmund Nick, compositeur, chef d'orchestre et critique musical allemand († 11 avril 1974).
- 26 septembre : Charles Munch, chef d'orchestre français († 6 novembre 1968).
- 1er octobre : Morfydd Llwyn Owen, compositrice, pianiste et chanteuse galloise († 7 septembre 1919).
- 11 octobre : Leff Pouishnoff, pianiste et compositeur ukrainien († 28 mai 1959).
- 18 octobre : Marcel Darrieux, violoniste français († 2 septembre 1989).
- 25 octobre : Karl Elmendorff, chef d'orchestre allemand († 21 octobre 1962).
- 10 novembre : Philip Sainton, compositeur, altiste et chef d'orchestre anglais († 2 septembre 1967).
- 12 novembre : Adolph Weiss, compositeur américain († 21 février 1971).
- 18 novembre : Maria Ivogün, soprano hongroise naturalisée allemande († 2 octobre 1987).
- 20 novembre : Joseph Rogatchewsky, ténor russe († 31 mars 1985).
- 27 novembre : Giovanni Breviario, ténor italien († 8 octobre 1982).
- 13 décembre : Samuel Dushkin, violoniste américain († 24 juin 1976).
- 15 décembre : Lotte Schöne, cantatrice († 22 décembre 1977).
- 21 décembre : Vsevolod Zaderatski, compositeur et pianiste russe († 1er février 1953).
- 28 décembre : Elvira de Hidalgo, soprano colorature espagnole († 21 janvier 1980).

Date indéterminée
- Michel Volkonski, aristocrate russe († 1961).

## Décès

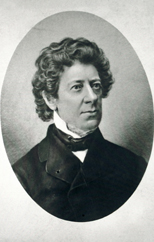
Fredrik Pacius

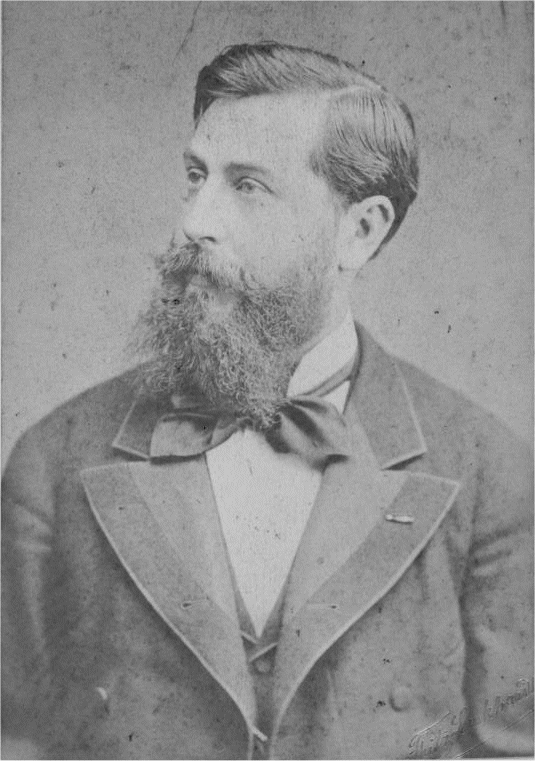
Léo Delibes

- 7 janvier : Wilhelm Taubert, compositeur allemand (° 23 mars 1811).
- 8 janvier : Fredrik Pacius compositeur allemand (° 19 mars 1809).
- 16 janvier : Léo Delibes, compositeur français (° 21 février 1836).
- 19 janvier : Johannes Verhulst, compositeur néerlandais (° 19 mars 1816).
- 21 janvier : Calixa Lavallée, compositeur, chef d'orchestre, pianiste, organiste et pédagogue canadien-français (° 28 décembre 1842).
- 1er février : Rosine Bloch, chanteuse mezzo-soprano française (° 7 novembre 1844).
- 11 mars : Pedro Tintorer, pianiste, compositeur et professeur espagnol (° 12 février 1814).
- 14 avril : Jean-Baptiste Mohr, corniste, compositeur et chef d’orchestre français (° 14 avril 1823).
- 16 avril : Giulio Alary, compositeur et chef d'orchestre italien (° 16 mars 1814).
- 11 mai : Eugène Ortolan, juriste, diplomate et compositeur français (° 1er avril 1824).
- 23 mai : Ignace Leybach, pianiste, organiste et compositeur français (° 17 juillet 1817).
- 14 juin : Nicolò Gabrielli, compositeur italien (° 21 février 1814).
- 24 juin : Ann Mounsey, pianiste, compositrice et organiste anglaise (° 17 avril 1811).
- 21 juillet : Franco Faccio compositeur, chef d'orchestre et pédagogue italien (° 8 mars 1840).
- 6 août : Henry Litolff, pianiste virtuose et compositeur français (° 6 février 1818).
- 22 août : Livia Frege, soprano allemande (° 13 juin 1818).
- 28 août : Pierre-Julien Nargeot, violoniste, compositeur et chef d'orchestre français (° 8 juillet 1799).
- 17 octobre : William Alexander Barrett, musicographe britannique (° 15 octobre 1834).
- 27 octobre : Charles Constantin, chef d'orchestre et compositeur français (° 7 janvier 1835).
- 11 novembre : Raffaele Ferlotti, baryton italien chanteur d'opéra (° 27 février 1819).
- 6 décembre : Eugène Crèvecoeur, compositeur français (° 12 janvier 1819).
- 22 décembre : Louis Feltz, organiste, compositeur et pédagogue français (° 2 février 1816).
- 28 décembre : Alfred Cellier, compositeur, orchestrateur et chef d'orchestre anglais (° 1er décembre 1844).

Date indéterminée
- Julia Niewiarowska-Brzozowska, compositrice polonaise (° 1827)
- Fanny Salvini-Donatelli, soprano italienne (° 1815).